# Resusci Anne

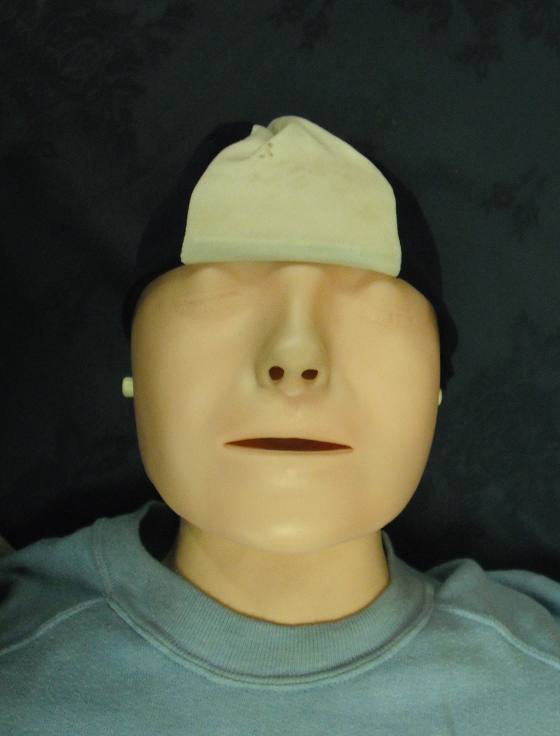
Resusci Anne

Resusci Anne, також Rescue-Annie або CPR-Annie («врятована Анна», «оживаюча Анна») - манекен, який використовується для навчання прийомам серцево-легеневої реанімації.
Прообразом манекена послужила широко відома посмертна маска невідомої дівчини, яка потонула в Сені в кінці XIX століття. Його творцем є норвежець Осмунн Лердал (Åsmund S. Lærdal), власник великої фірми іграшок.
У 1955 році Лердал врятував життя своєму потопаючому синові, вчасно витягнувши його з води і зробивши йому штучне дихання . Тому він охоче відгукнувся, коли до нього звернулися із замовленням на манекен, необхідний для навчання техніці серцево-легеневої реанімації. Лердал хотів надати манекену природні риси; крім того, він вважав, що учням буде приємніше працювати з жіночим манекеном. Йому згадалася маска Незнайомки, яка висіла в будинку його бабусі й дідуся, і він вирішив надати манекену її риси . Манекен-тренажер отримав ім'я Resusci Anne ( «Воскреси Анну»). Подібні манекени широко використовуються при навчанні рятувальників методам реанімації - наприклад, методом «рот-в-рот», в зв'язку з чим утоплениця отримала неофіційний титул «дівча, яку найчастіше цілують у світі» .
Спочатку манекени були досить примітивними, проте прекрасно служили поставленій меті . Згодом моделі ускладнилися і отримали більшу функціональність. Існують різні різновиди Resusci Anne, які служать для різних цілей, але всі вони відрізняються великою правдоподібністю . Згідно з офіційним сайтом компанії Laerdal Medical, з 1960 року Resusci Anne використовували при навчанні наданню першої допомоги більш ніж 400 мільйонів людей .